# Ladislav Beran
Ladislav Beran (* 8. Februar 1967 in der Tschechoslowakei) ist ein tschechischer Filmschauspieler, Stuntman und Choreograf.

## Leben
Seine bekannteste Rolle hatte er in dem Film Hellboy als Karl Ruprecht Kroenen. Eine weitere kleine Rolle erhielt er zuvor in Blade 2, wo er einen Drogendealer spielte. Bei beiden Filmen hat Guillermo del Toro Regie geführt.

## Filmografie

### Darsteller
- 2001: The Rebels (auch Choreografie)
- 2002: Blade 2 (auch Choreografie)
- 2004: Hellboy

### Choreographie
- 2001: The Rebels
- 2002: Blade 2

| Personendaten    | Personendaten                                           |
| ---------------- | ------------------------------------------------------- |
| NAME             | Beran, Ladislav                                         |
| KURZBESCHREIBUNG | tschechischer Filmschauspieler, Stuntman und Choreograf |
| GEBURTSDATUM     | 8. Februar 1967                                         |
| GEBURTSORT       | Tschechoslowakei                                        |